# Apolosa
Apolosa est un personnage de la bande dessinée congolaise, créé par Denis Boyau, en 1965 à Kinshasa publiée dans la revue Jeunes Pour Jeunes initiée par Freddy Mulongo Mukena et Achille Flor Ngoye. La revue connut de moment d'apogée jusqu'à la fin des années 78,,. À la suite de la nouvelle mesure promulguée par le maréchal Mobutu  le 27 octobre 1971, Le recours à authenticité, la revue des jeunes changera de noms pour devenir Kake pour la bande dessinée. À la suite de problèmes politiques, la revue des jeunes disparut de la circulation. Elle reprenait dans ses publications les conditions sociales de vie des jeunes congolais de l'époque. On y retient son succès grâce à ses personnages tel qu'Apolosa ou Kake qui était représenté par l'auteur extraordinairement ou d'une manière comique.

## Caractéristiques physiques
Apolosa est conçu par l'auteur avec les caractéristiques suivantes: tête renversée, une barbe foisonnante, des muscles herculéennes, aux comportements débonnaires mais défenseur de la veuve et l’orphelin
A l’entendre s'exprimer, il a un problème linguistique, il zézaye.